# Jörg Lederer
Jörg Lederer (* um 1470 vermutlich in Füssen oder Kaufbeuren; † um 1550 in Kaufbeuren) war ein deutscher Holzbildhauer.

## Leben
Über die Existenz und Lebensumstände Jörg Lederers gibt es nur etwa ein Dutzend Erwähnungen. Sie finden sich
- als frühester Existenznachweis die Bürgeraufnahme zu Füssen vom 12. Juni 1499
- in den in Neuburg an der Donau verwahrten Registern der Stadt- und Landkanzleiprotokolle Kaufbeurens, die für die Jahre von 1531 bis 1546 aber fehlen
- in einer Zunftbuchkopie des Kaufbeurer Stadtarchivs
- in Akten des dortigen evangelischen Pfarrarchivs
- in Urkunden, in denen meist nur der Name Jörg Lederers mit Namen seiner Nachbarn in der „Hintern Gasse am Eck“ aufscheint
- auf einer 35 cm langen Schriftleistenkopie auf dem Schreinkasten eines ehemaligen Altares zu Serfaus in der Nähe von Landeck im Inntal (der aber mit Argwohn begegnet wird, weil Lederer seine Arbeiten nicht zu signieren pflegte)
- in einer Nennung für Hindelang 1654/91 bzw. 1828/29
- in einer Nennung im Pfarrarchiv von Partschins bei Meran aus dem Jahre 1780[1]

Für Füssen als Geburtsort würden Details im Dokument der Bürgeraufnahme und Lederers Beziehungen in den Vinschgau sprechen, denn das Kloster St. Mang in Füssen besaß dort Weingüter. Die Lehrjahre vermuten die Experten eher in Kaufbeuren, wo der Pildschnitzer Konrad Köppel oder der in der Nachbarschaft lebende Jakob Bentelin mögliche Meister gewesen sein könnten. Die Stilkritik lenkt seine Wanderjahre nach Ulm, das damals durch die Ulmer Schule in der Holzplastik führend war, und wo das Münstergestühl von Jörg Syrlin d. Ä. und die Schreinbilder Jörg Syrlins d. J. in Bingen einen bleibenden Einfluss auf ihn ausgeübt haben. Nicht dafür in Frage kämen die Arbeiten der Künstlerfamilie Strigel aus Memmingen, eine viel gefragte Künstlerdynastie seiner Zeit.
1499 wird er als „Meister“ Füssener Bürger. Er wäre zu diesem Zeitpunkt mindestens 25 Jahre alt und verheiratet gewesen. Danach geht Lederer nach Kaufbeuren, wo er sich zwischen 1500 und 1507 in die Kramerzunft einkauft und eine florierende Schnitzwerkstatt mit mehreren Gesellen und nachrangigen Meistern betreibt. Er liefert bis nach Südtirol und Savoyen. 1513 wird er zunftmaister der bildhawer, 1529 ehrend alter Zunftmeister genannt.
Aus den letzten zwei Lebensjahrzehnten sind nur noch wenige Werke überliefert. Man nimmt an, dass dies von der Beanspruchung durch seine öffentlichen Ämter herrührt.
Nach Jörg Lederer ist in Kaufbeuren eine Volksschule benannt, sein Wohnhaus in der Kaufbeurer Ludwigstraße in der Nähe des Kappenecks gilt heute als Sehenswürdigkeit.

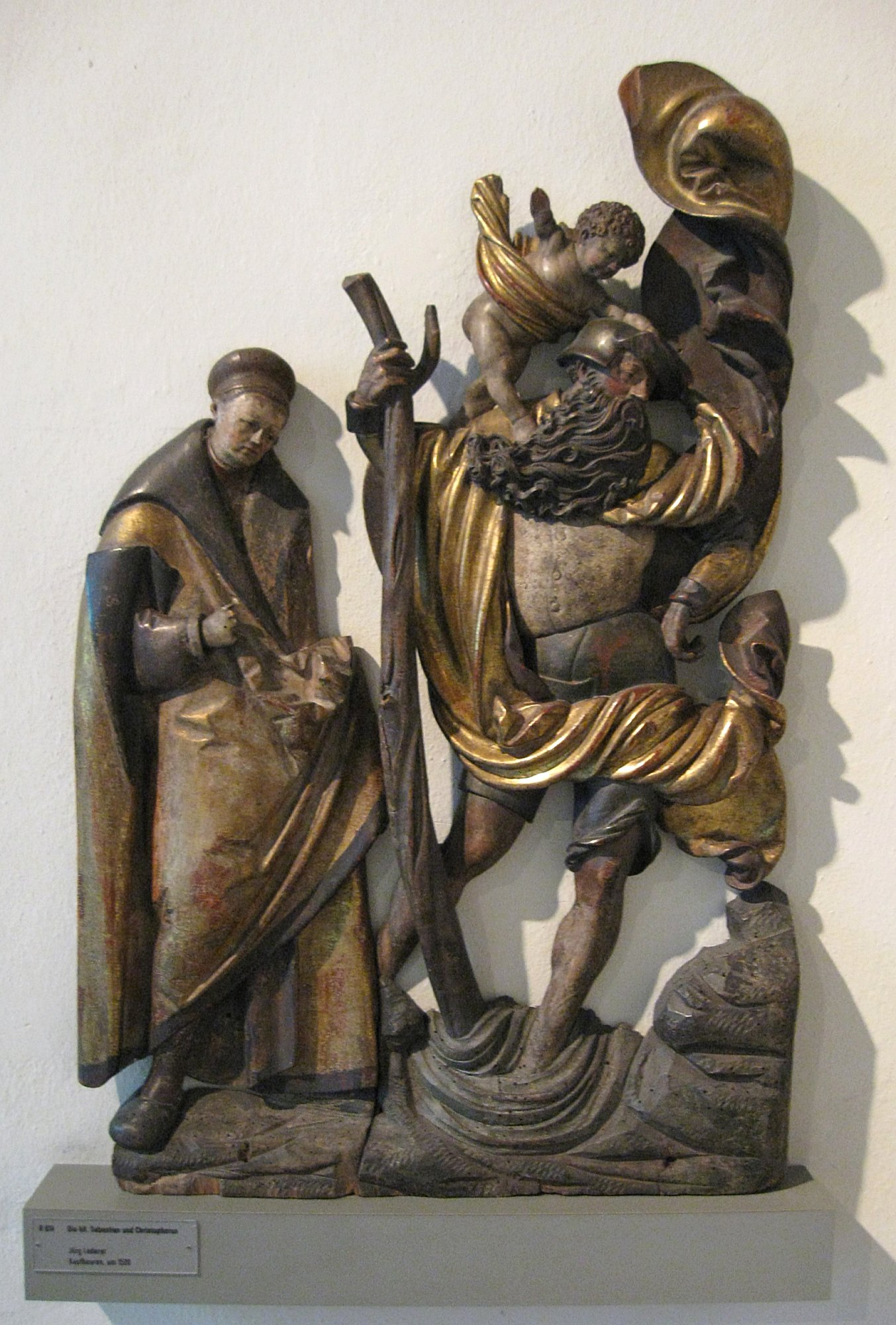
Die hll. Sebastian und Christophorus, um 1520, Bayerisches Nationalmuseum

## Werke (Auswahl)
- Flügelaltar, 1513 (Stuben im Oberinntal)
- Einzelfiguren aus einem Flügelaltar, 1513 (Schlanders)
- Flügelaltar aus Hinterkirch bei Reschen, 1515 (heute Budapest)
- Anna selbdritt, um 1515 (Franziskanerkloster Reutte, Kirche St. Anna)
- Geburt Christi, um 1515 (Museum Ulm)[2]
- Geburt Christi, um 1515 (München, Bayerisches Nationalmuseum, Inv. Nr. MA 1907)[3]
- Flügelaltar, 1517 (Göflan bei Schlanders, Martinskirche)[4][5]
- Flügelaltar, um 1518 (Latsch, Spitalskirche)
- Hochaltar und Statue des hl. Johannes, 1518 (Kaufbeuren, St. Blasius)
- Maria-Krönungs-Altar, 1519 (Bad Oberdorf, Kirche Unserer lieben Frau im Ostrachtal und St. Jodokus)
- Muttergottes auf der Mondsichel, 1520 (Auerberg, St. Georg)
- Christus auf dem Palmesel, um 1520 (Rottenburg, Diözesanmuseum, Inv. Nr. 1.266)[6]
- Hll. Sebastian und Christophorus, um 1520 (München, Bayerisches Nationalmuseum, Inv. Nr. R 614)[7]
- Hll. Maria Magdalena und Johannes der Täufer, um 1520 (München, Bayerisches Nationalmuseum, Inv. Nr. R 163 + R 6681)[8][9]
- Die 14 Nothelfer, um 1520 (München, Bayerisches Nationalmuseum, Inv. Nr. R 150)[10]
- Flügelaltar für die Pfarrkirche von Partschins, um 1523 (Fragmente in Meran, Spitalskirche)
- Flügelaltar, um 1525 (Skulpturen in Nauders, Tafeln im Diözesanmuseum Brixen)
- Hll. Genoveva und Dorothea, um 1525/30 (Privatbesitz)[11]
- Begegnung von Joachim und Anna an der Goldenen Pforte (München, Bayerisches Nationalmuseum, Fränkische Galerie, Inv. Nr. R 370)[12][13]
- Kreuztragender Christus (Kempten, St. Lorenz)
- Diverse Werke in Füssen, Hohes Schloss